# B.Grimm
B.Grimm Group (Thai: บี.กริม) ist ein 1878 gegründeter multinationaler Mischkonzern mit Sitz in Bangkok und das älteste Unternehmen Thailands.
Das Großkonglomerat ist in den Bereichen Gesundheitswesen, Energie, Gebäude- und Industriesysteme, Immobilien, E-Commerce und Transport tätig. Das Unternehmen befindet sich zu 100 % im Besitz der Familie Link. Vorsitzender und CEO ist der deutsch-tailändische Geschäftsmann Harald Link, ein bekannter Polospieler und Philanthrop. Am 26. Juli 1993 wurde die B.Grimm Power PCL gegründet. Diese ist seit dem 19. Juli 2017 an der Stock Exchange of Thailand (SET) notiert unter dem Handelsnamen BGRIM geführt.

## Geschichte

### Von der Gründung 1878 bis nach dem Ersten Weltkrieg
B.Grimm wurde 1878 gegründet, als der deutsche Apotheker Bernhard Grimm und sein österreichischer Partner Erwin Müller eine Apotheke, die Siam Dispensary, in der Oriental Avenue an der New Road in Bangkok eröffneten. Das Geschäft, eines der ersten inkorporierten Unternehmen Thailands, florierte und wurde bald zum offiziellen Apotheker der thailändischen Königsfamilie ernannt. Bereits im Jahr 1900 hatte das Unternehmen eine Kooperation mit der 1847 gegründeten Siemens geschlossen. Offiziell gehen die deutsch-thailändischen Beziehungen auf das Jahr 1858 zurück, als die Hansestädte Hamburg, Lübeck und Bremen den ersten Handelsvertrag mit dem Königreich Siam schlossen. Im Jahre 1903 kam erstmals der Familienname Link ins Unternehmen, als der junge Apotheker Adolf Link aus Lübeck als Manager eingestellt wurde, um das wachsende Geschäft zu erweitern. Nachdem der thailändische König Chulalongkorn (Rama IV.) von seiner ersten großen Europareise im Jahre 1897 zurückgekehrt war, begann er mit Maßnahmen zur Modernisierung des Landes, um es stärker an die europäischen Nationen anzugleichen. 1914 hatte Adolf Link, der Verwalter der Siam Dispensary, alle seine Partner ausbezahlt. Zu dieser Zeit hatten er und seine Frau Erna bereits einen Sohn, Herbert (* 1910). Der zweite Sohn, Gerhard, kam 1915 zur Welt.
Nach dem Ausbruch des Ersten Weltkriegs wurde das gesamte Vermögen des deutschen Staatsbürgers Adolf Link in Thailand auf Anordnung der britischen Regierung beschlagnahmt, und er wurde mit seiner Frau Erma und den beiden Kindern Herbert und Gerhard in Konzentrationslager in Indien geschickt. Die Links genossen in Thailand großes Ansehen und wussten, dass die Thailänder ihnen ihr Vermögen nicht aus eigenem Antrieb weggenommen hatten, weswegen die Familie im Jahre 1920 nach Thailand zurückkehrte. Im Jahr 1928 wurde die Verbundenheit zwischen der Firma B.Grimm und der Königlichen Familie erneut demonstriert, als der Sohn von König Mongkut, Prinz Bhanurangsi Savangwongse beim Bau eines neuen Firmengebäudes auf seinem Grundstück in Wang Burapha in der Maha Chai Road behilflich war. Eingeweiht wurde es von König Prajadhipok (Rama VII) und Königin Rambhai Barni.

### 1949 bis in die 1990er Jahre
Im Jahre 1949 eröffnete Herbert Link das Unternehmen in Thailand wieder, während sein Bruder und Partner Gerhard in Deutschland blieb, um den Namen B.Grimm in Europa zu verbreiten. Im Jahr 1953 wurde Gerhard Link zum thailändischen Honorarkonsul und später zum Generalkonsul in Hamburg ernannt. In den folgenden zehn Jahren bauten die Brüder das Unternehmen aus, so dass es 1964 auch Technik und Ausrüstung für das Gesundheitswesen, die Energieerzeugung, die Telekommunikation, die Klimatechnik und den Maschinenbau umfasste. Im Januar 1967 eröffnete die Prinzessinmutter die neuen Büros und das Lager des Unternehmens in der New Petchaburi Road.
1975 wurde Herberts Frau Alma von König Bhumibol Adulyadej (Rama IX.) in Anerkennung ihrer Arbeit für verschiedene wohltätige Stiftungen der Titel Khunying (gleichbedeutend mit 'Dame') verliehen. Sie war die erste ausländische Frau, der diese Ehre in Thailand zuteilwurde. Gerhard Links Sohn Harald, der in Deutschland aufgewachsen war und ein Wirtschaftsstudium an der Universität St. Gallen absolviert hatte, kam 1978 zu seinem Onkel Herbert nach Thailand, um ihn bei der Leitung des wachsenden Unternehmens zu helfen. Gemeinsam mit seiner Frau, Maria Assunta Prinzessin von und zu Liechtenstein (* 28. April 1952), einer Nachfahrin von Prinz Aloys von Liechtenstein, zog er nach Thailand.
1988 erweiterte Harald Link das Unternehmen B.Grimm um die Bereiche Energieerzeugung, Produktion und Immobilien und schloss Joint Ventures mit einigen der größten Unternehmen der Welt. Im Jahr 1992 baute B.Grimm neue Fabriken und begann mit dem Bau eines neuen Hauptsitzes. Bald darauf expandierte das Unternehmen in die Energieerzeugung, die Biodieselproduktion, die Lifestyle-Industrie und spezialisierte sich mehr und mehr auf die Stromerzeugung.

### 2015 bis heute
2015 berichtete das Forbes-Magazin, dass Harald Links Tochter Caroline Monique Marie Christine Link, ausgebildet wird, um eine Schlüsselrolle im Unternehmen zu spielen. Sie wurde von Forbes als eine der 12 Frauen, die man im Auge behalten sollte bezeichnet. Caroline Link, die ein Bachelor Degree in International Business an der European Business School Madrid (EBS) hält, ist direktorales Mitglied der Board of Directors und Mitglied des B.Grimm Ernennungs- und Vergütungsausschusses.
Als aktive Philanthropin engagiert sie sich in Stiftungen wie der Sang Foundation, der Save the Children Foundation und der Chimfunshi Wildlife Foundation. Carolines Bruder, Felix Danai Link, ausgebildet in Commercial and Residential Real Estate Management am Schack Institute of Real Estate an der New York University, USA, ist ebenfalls direktorales Mitglied der Board of Directors.
Im Jahre 2018 feierte die B.Grimm ihr 140-jähriges Firmenjubiläum.
Die Führungsspitze der B.Grimm besteht aus dem Board of Directors und dem Management Team.

## Wat Arun Phra Prang – Inspirationsquelle für das Firmenlogo
Die turmartige Spitze des Wat Arun findet sich im Firmenlogo des Unternehmens. Der Phra Prang wurde als Geschäftssymbol gewählt, weil die erste Niederlassung der B.Grimm & Co. am Ufer des Chao Phraya Flusses lag und den ‘Tempel der Morgenröte‘ überblickte. Die ursprüngliche Version des Firmenlogos zeigte Phra Prang auf der ersten Ebene mit dem Schriftzug B.Grimm & Co. , auf der zweiten Ebene mit dessen thailändischer Übersetzung บี.กริม und dem Gründungsjahr 1878. Um die sich mit den Jahren verändernde, mehr und mehr internationale Ausrichtung des Unternehmens symbolisch auszudrücken, wurde das Firmenlogo moderner gestaltet, indem beispielsweise einige Verzierungen zur besseren Erkennbarkeit entfernt wurden, das Gesamtmuster jedoch erhalten blieb.

## Geschäftsbereiche

### B.Grimm Power PCL
Die B.Grimm Power PCL besitzt und betreibt über seine Tochtergesellschaft Amata Power mehr als 20 Kraftwerke in Thailand., vier in Laos und eins in Vietnam. Weitere Projekte stehen an, beispielsweise ein LNG-Power-to-Gas-Projekt.
Amata Power ist ein Joint-Venture zwischen Amata und der Sumitomo Corporation, wobei B. Grimm die Mehrheit der Anteile besitzt. Das Unternehmen baut und betreibt Kraftwerke in Thailand, Laos und Vietnam die Strom und Dampf für die nationalen Stromnetze sowie für fast 200 große Industrieunternehmen liefern. Fünfundachtzig Prozent der Produktionskapazitäten von B.Grimm sind gasbetriebene Kraft-Wärme-Kopplungsanlagen. B.Grimm hat jedoch die Erzeugung aus erneuerbaren Energien (Wind-, Solar- und Wasserkraft) ausgebaut. B.Grimm Green Power, mehrheitlich im Besitz von B.Grimm in einem Joint-Venture mit STRR Engineering Co. Ltd, produziert Biodiesel in der Provinz Chumphon.

### Gebäude- und Industriesysteme
Seit den 1970er Jahren baut und vertreibt B.Grimm Klimageräte über ein Joint Venture und Lizenzvereinbarungen mit der US-amerikanischen Carrier Corporation. Über ein Joint Venture mit dem schwedischen Unternehmen Beijer bietet die Beijer B.Grimm (Thailand) auch Ersatzteile für Klimaanlagen und Kühlgeräte an. B.Grimm stellt in seinem an der Suwinthawong Road in Bangkok gelegenen Werk für die Klimaanlagenproduktion auch Carrier-Klimasysteme für den gewerblichen und leichten Einsatz her. Weitere Partnerschaften bestehen mit Siemens Limited, einem führenden Unternehmen in der Elektrotechnik; KSB Pumps, einem Anbieter von Pumpen für die Energiewirtschaft und B.Grimm Trading Corporation Ltd., einem Lieferanten von Energieausrüstungen für Industrie und Gebäude.
Hamon B.Grimm Co. Ltd. ist ein seit 1993 bestehendes Joint Venture mit der belgischen Hamon Group, die Kühltürme für die Stromerzeugung und die petrochemische Industrie herstellt. Das Unternehmen ist in der lokalen Lohnfertigung von Teilen für und der Installation von Kühltürmen tätig und arbeitet als solches in Synergie mit B.Grimm für das Marketing und den Vertrieb von großen Industrie- und Infrastruktureinrichtungen.
1991 wurde die B.Grimm MBM Metalworks Thailand Ltd. gegründet, eine Kooperation zwischen B.Grimm und der im Jahre 1964 im Baden-Württembergischen Möckmühl gegründeten MBM Group, inzwischen umbenannt in MBM METALWORKS LTD., einer in Bangkoks Stadtbezirk Nong Chok ansässigen Fachfirma für Fassaden und Gebäudehüllen.

### Gesundheitswesen
B.Grimm ist ein Akteur in der thailändischen Gesundheitsbranche und hat mehrere dynamische Partnerschaften geschlossen, um den thailändischen Markt mit den neuesten medizinischen Produkten und Technologien zu versorgen und nachhaltig weiterzuentwickeln, einschließlich der Schaffung einer Klinik (PrimoCare Medical Clinic) mit leicht zugänglichen Dienstleistungen. Derzeit unterhält B.Grimm Joint Ventures mit Merck, Getinge, Carl Zeiss und Biomonde. (Stand 2022.)

### Grundbesitz, Immobilien
B.Grimm hat Bürohochhäuser entwickelt. Beispielsweise das Alma Link Building im zentralen Geschäftsviertel, das Dr. Gerhard Link Building im Osten Bangkoks in der Nähe des Flughafens Bangkok-Suvarnabhumi und das an der Srinakarin-Romklao (Krungthepkreetha) Road gelegene The White House Building.

### Internet, Finanzwesen
B.Grimm ist Mehrheitseigentümer der Online-Finanzvergleichsplattform masii.com, die im Februar 2015 an den Start ging. masii ist eine Website zum Vergleich von Finanzprodukten, die den Nutzern die Möglichkeit bietet, in weniger als 30 Sekunden das beste Produkt auszuwählen. Der Hauptsitz des Unternehmens befindet sich in der 8. Etage des Dr.Gerhard Link Building im Bang Kapi District in Bangkok.

### Verkehrswesen
Bangkoks Airport Rail Link wurde 2005 von einem Konsortium aus B.Grimm, STENCON und Siemens gebaut. Die Linie verbindet den Suvarnabhumi Airport in Bangkok mit dem Stadtzentrum. Die Strecke wird von der SRT Electric Train Company (SRTET) betrieben, einer hundertprozentigen Tochtergesellschaft der State Railway of Thailand (SRT). Die Kosten für das Projekt beliefen sich auf 25,9 Milliarden Baht, rund 600 Millionen Euro.

### Industriepark
Der 1987 durch ein Joint Venture zwischen der thailändischen Toshiba- und der Mitsui-Gruppe gegründete Bangkadi Industrial Park Co., Ltd. ist der erste private Industriepark Thailands. Der nördlich von Bangkok in Pathum Thani gelegene Park umfasst derzeit (Stand 2022) über 50 Fabriken, die ein hohes Maß an Umweltmanagement aufweisen und einen besseren Lebensstandard für die lokale Gemeinschaft von über 20.000 Menschen schaffen.

## Berufsausbildung
B.Grimm ist ein starker Befürworter des dualen Berufsbildungssystems, das seinen Ursprung in Deutschland hat und sich als entscheidend für die wirtschaftliche Wettbewerbsfähigkeit eines Landes erwiesen hat, da es hochspezialisierte Arbeitskräfte hervorbringt. B.Grimm wählt Berufsschüler aus nahegelegenen Fachschulen aus und bietet ihnen eine umfassende Ausbildung am Arbeitsplatz, währenddessen die Schüler noch ihre formale Schulausbildung absolvieren. Als Hauptsponsor des Little Scientists’ House-Projekts, das von Prinzessin Maha Chakri Sirindhorn initiiert wurde leistet B.Grimm einen Beitrag zur Verbesserung des wissenschaftlichen Unterrichts. Ziel des Projekts ist es, die wissenschaftliche Neugier von Kindergartenkindern durch praktische wissenschaftliche Experimente zu wecken.
B.Grimm lädt Kinder aus Schulen der umliegenden Gemeinden ein, um das Nanmeebooks Hands-on Science Centre zu besuchen, eine Bildungseinrichtung mit 25 verschiedenen Lernstationen. Eine der Lernstationen wurde von B.Grimm beigesteuert: die B.Grimm Power City, ein Modell, das zeigt, woher der Strom kommt und wie er alles Leben in einer Stadt unterstützt.
B.Grimm ist einer der Gründungspartner des German-Thai Dual Excellence Education (GTDEE) Programms, das 2013 von der Deutsch-Thailändischen Handelskammer (GTCC) und der Deutschen Gesellschaft für Internationale Zusammenarbeit (GIZ) ins Leben gerufen wurde, um die duale Ausbildung in ganz Thailand zu fördern und ihre erstklassige Qualität sicherzustellen. Das duale Ausbildungsprogramm wird durch eine Kooperation mit dem Panyapiwat Institute of Management (PIM) in den Bereichen Computertechnik und Maschinenbau gestärkt. Durch das Engagement in die Berufsausbildung hofft B.Grimm, aus „ihren“ Berufsschülern künftige Mitarbeiter heranzuziehen und einen Beitrag zu einer kommenden Generation unabhängiger Handwerker-Unternehmer in Thailand zu leisten.

## Nachhaltigkeit
B.Grimm wurde von der thailändischen Börse (SET) als nachhaltig in der Gruppe der Ressourcen für 2021 anerkannt und ist somit am Thailand Sustainability Investment (THSI)  gelistet. Gemeinsam mit der Chulalongkorn-Universität treibt B.Grimm gemeinsam Energieinnovation in Richtung Nachhaltigkeit voran.

## Bruttonationalglück
Am 12. Oktober 2016 vereinbarte Ihre Königliche Hoheit Ashi Kesang Choden Wangchuck (* 21. Mai 1930) von Bhutan mit B.Grimm die Gründung des thailändischen Zentrums für Bruttonationalglück, des Gross National Happiness Centre Thailand (GNH). Die Vereinbarung in Form einer Absichtserklärung markiert das weltweit erste Zentrum für Bruttonationalglück außerhalb von Bhutan seit seiner Gründung im Jahr 1972. Eine der Hauptaufgaben des Zentrums ist es, „das kollektive Glück durch den Aufbau einer friedlicheren, nachhaltigeren und harmonischeren Welt zu verfolgen und zu erreichen“.

## Polo
B.Grimm engagiert sich in Thailand bei Freizeit- und Wohltätigkeitsveranstaltungen im Polosport. Beginnend mit der Gründung des Thai Polo & Equestrian Club in Pattaya im Jahre 1990 durch Harald Link und Nunthinee Tanner, Thailands erster weiblichen Polospielerin. Das Unternehmen veranstaltet internationale Poloturniere, darunter die jährlichen BMW-B.Grimm Thai Polo Open 2015 der Asia League. Die Erlöse der Veranstaltungen gehen meist an wohltätige Bildungseinrichtungen wie beispielsweise die Chitralada Vocational School in Bangkok.

## Gesellschaftlicher Beitrag: Lebensunterhalts- und Bildungsprogramme
B.Grimm und die Familie Link ist Unterstützer verschiedener Stiftungen und Organisationen, die unter der Schirmherrschaft der königlichen Familie (derzeit angeführt von König Maha Vajiralongkorn) stehen, die sich der kontinuierlichen Förderung zahlreicher Lebensunterhalts- und Bildungsprogramme widmen, um dadurch einen Beitrag gegenüber der thailändischen Gesellschaft zu leisten.
- Queen Sirikit Center for Breast Cancer[87]
- Siri Watana Cheshire Foundation for the Permanently Disabled[88]
- Inspire Foundation for Female Inmate
- Raks Thai Foundation[89]
- Father Ray Foundation[90]
- Vibhavadi Rangsit Foundation
- Horse riding for autistic children[91]
- Make a Wish Foundation

Der Vorsitzende der B.Grimm, Harald Link, vertritt die Überzeugung, dass Unternehmen zusammen mit der Gesellschaft, in der sie tätig sind, gedeihen müssen. Ein Beispiel ist das B.Grimm Boworn Smart Village Project, ein Modelldorf für nachhaltige Entwicklung. Es umfasst ein Dorf, eine Schule und einen Tempel in Aranyaprathet in der Provinz Sa Kaeo. Das Projekt wendet den im Konzept der ökonomischen Nachhaltigkeit enthaltene Ansatz des „Drei Säulen Models“ unter Beteiligung der örtlichen Bevölkerung an. Die B.Grimm-Schule wurde von Prinzessinmutter Srinagarindra, Mutter von König Bhumibol Adulyadej gegründet.

## „Tiger Conservation Project“-Partnerschaft mit dem WWF-Thailand
B.Grimm ist ein partnerschaftlicher Unterstützer der Bemühungen des WWF-Thailand um die Erholung der thailändischen Tigerpopulation. Im September 2018 überreichte Caroline Link, Präsidentin der B.Grimm Real Estate gemeinsam mit Khunying Dhipavadee Meksawan, Beraterin der B.Grimm Group eine Spende über 3.4 million Baht (ca. 95.000 Euro) an Yowalak Thiarachow, Direktorin der WWF-Thailand zur Unterstützung der Tiger Conservation Projekte im Mae Wong- und im Khlong Lan Nationalpark.

## Auszeichnungen und Anerkennungen
B.Grimm ist das einzige Unternehmen, das für seine Verdienste um das Land während der Regierungszeiten von König Rama V., Rama VI. und Rama VII. mit dem Wappen von Siam ausgezeichnet wurde. Rama VII. verlieh 1932 das Garuda-Emblem Darüber hinaus erhielt B.Grimm im Laufe der Jahre zahlreiche weitere Auszeichnungen in Anerkennungen.
Die Bangkok Post wählte Harald Link zum CEO des Jahres 2021: Bester CEO für sein Lebenswerk.

## Trivia
Der Name des Unternehmens – B.Grimm – verleitet deutschsprachige Thailandreisende dazu, diesen mit den aus Hanau stammenden Brüder Grimm und mit den von ihnen gesammelten Grimms Märchen in Verbindung zu setzen. Ein Beispiel dieser Denkweise ist der am 29. November 2003 in der deutschsprachigen, von einem in Pattaya ansässigen Verlag und in Thailand herausgegebenen Zeitschrift Der Farang erschienene Artikel, dessen Überschrift die „thailändische B.Grimm“ und die „deutschen Brüder Grimm“ in Zusammenhang bringt: Grimms Märchen in Thailand: Von der Apotheke zu einem multinationalen Unternehmen.